# Полет 553 на „Транс Уърлд Еърлайнс“
Полет 553 на „Транс Уърлд Еърлайнс“ е вътрешен пътнически полет летище Ла Гуардия, Ню Йорк, Ню Йорк, до международното летище „Чикаго О'Хеър“, Чикаго, Илинойс, с междинни кацания във Феървю, Питсбърг и Дейтън, Съединените американски щати, управляван от „Транс Уърлд Еърлайнс“. На 9 март 1967 г. самолетът „Макдонал Дъглас DC-9-15“, който изпълнява полета при спускане към Дейтън на около 47 км от летището, е ударен в предната си дясна страна от по-малък частен самолет „Бийчкрафт Барон 55“. И двете машини падат в Конкорд, селски район северозападно от Урбана в окръг Шампейн, което причинява смъртта на всички 25 души на борда на DC-9, както и на единствения човек в по-малкия самолет.
Полетът е в неконтролирано въздушно пространство, но под контрола на радарния заход за Дейтън, който уведомява пилотите за неконтролиран трафик по правилата за визуални полети, около 18 секунди преди сблъсъка. Правилата за визуални полети са в сила по време на инцидента, което означава, че пилотите на двата самолета са отговорни да се „виждат и избягват“ един друг. Националният съвет за безопасност на транспорта разследва инцидента и установява, че поради високата скорост на снижаване на DC-9 неговите пилоти не могат видят другия самолет навреме, за да избегнат сблъсъка. Метеорологичните условия включват широко разпръснати тънки облаци с мъгла, намаляваща видимостта от 10 до 11 км, два пъти повече от необходимата за полет по правилата за визуални полети.